# Międzynarodowa Federacja Wspinaczki Sportowej

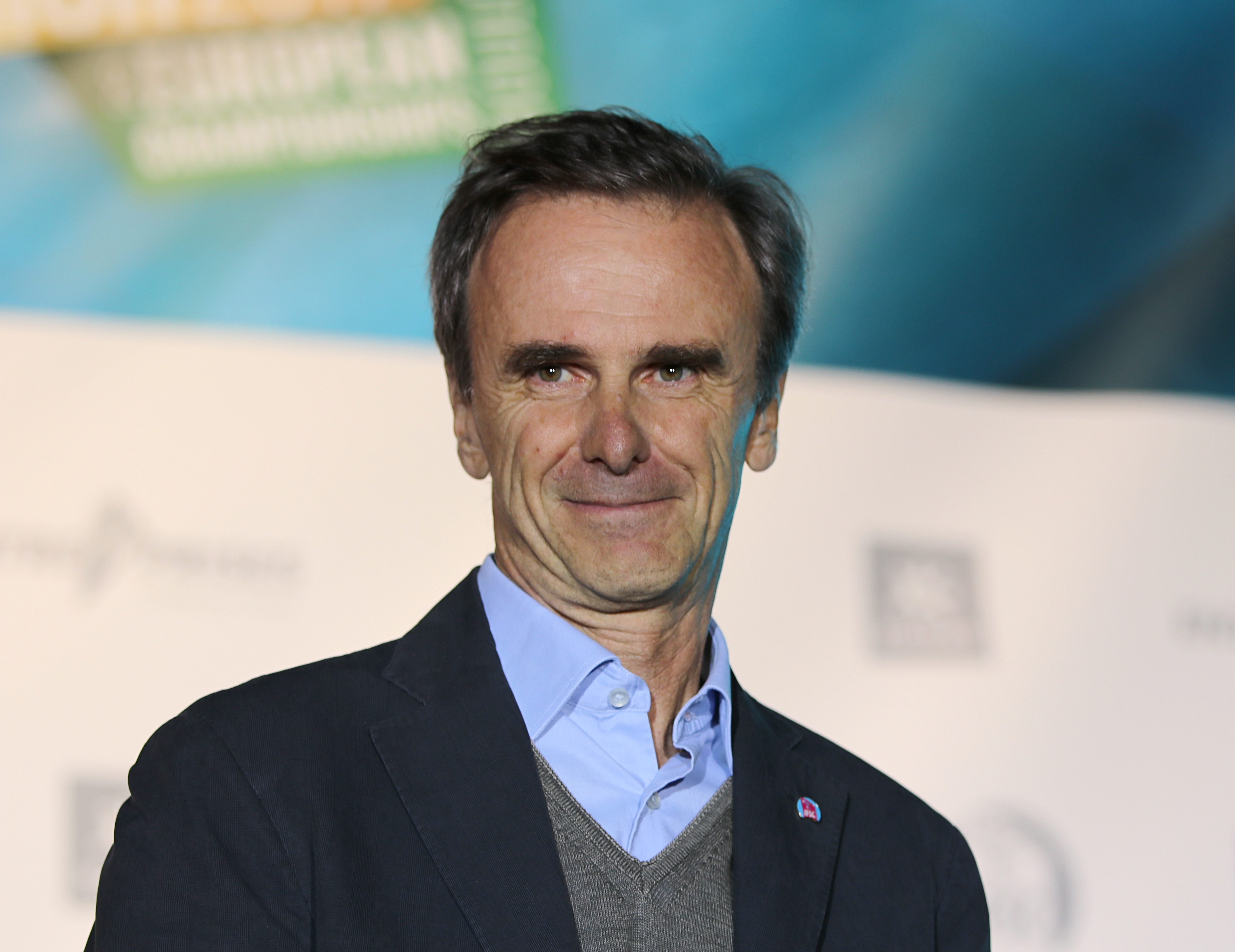
Marco Scolaris. Prezes IFSC w latach 2007-2020

Międzynarodowa Federacja Wspinaczki Sportowej, (ang. International Federation of Sport Climbing) – federacja krajowych związków wspinaczki sportowej, polskim członkiem IFCS jest Polski Związek Alpinizmu.
Organizacja została utworzona 27 stycznia 2007 roku we Frankfurcie na Walnym Zjeździe Delegatów z 48 organizacji wspinaczkowych przejmując od UIAA organizację zawodów we wspinaczce sportowej rangi międzynarodowej. Polski Związek Alpinizmu na walnym zgromadzeniu założycielskim reprezentowali delegaci; Adam Pustelnik, Jakub Ziółkowski i Tomasz Kugler.
Prezesem nowej powołanej federacji został Włoch Marco Maria Scolaris.